# Guillaume Tell (film, 1900)
Pour les articles homonymes, voir Guillaume Tell (homonymie).
Pour plus de détails, voir Fiche technique et Distribution.
Guillaume Tell est un film français réalisé par Alice Guy, sorti en 1900. 
Ce film muet en noir et blanc est l'adaptation cinématographique d'une pièce de Friedrich von Schiller, Wilhelm Tell (1804), qui met en scène le héros suisse Guillaume Tell.

## Fiche technique
- Titre original : Guillaume Tell
- Réalisation : Alice Guy
- Scénario : Alice Guy
- Histoire : Friedrich von Schiller, d'après son œuvre Wilhelm Tell
- Société de production : Société des Établissements L. Gaumont
- Société de distribution : Société des Établissements L. Gaumont
- Pays d'origine :  France
- Langue : français
- Format : Noir et blanc – 1,33:1 – 35 mm – Muet
- Genre : film épique
- Longueur de pellicule : 20 m (1 bobine)
- Durée : 1 minute[1]
- Année : 1900